# Nick Vallelonga
Nicholas Vallelonga (New York, 13 settembre 1959) è un attore, regista, produttore cinematografico e sceneggiatore statunitense.

## Biografia
Nick Vallelonga è nato il 13 settembre 1959 nel Bronx, a New York. È figlio dell'attore italoamericano Tony Lip e di Dolores Vallelonga. Inizialmente ha recitato insieme al padre in ruoli minori in alcuni film, tra cui Il padrino, Splash - Una sirena a Manhattan, Quei bravi ragazzi e L'onore dei Prizzi. Ha esordito come sceneggiatore nel 1993 con L'ultimo inganno. Successivamente ha continuato a scrivere e dirigere vari film indipendenti, come ad esempio Stiletto. Nel 2019 ha vinto l'Oscar alla migliore sceneggiatura originale per Green Book, film basato sull'amicizia tra suo padre, interpretato da Viggo Mortensen, e il compositore Don Shirley, interpretato da Mahershala Ali.

## Filmografia parziale

### Attore

#### Cinema
- Il padrino (The Godfather), regia di Francis Ford Coppola (1972)
- Soldi facili (Easy Money), regia di James Signorelli (1983)
- Splash - Una sirena a Manhattan (Splash), regia di Ron Howard (1984)
- Flamingo Kid (The Flamingo Kid), regia di Garry Marshall (1984)
- Il Papa del Greenwich Village (The Pope of Greenwich Village), regia di Stuart Rosenberg (1984)
- Turk 182, regia di Bob Clark (1985)
- L'onore dei Prizzi (Prizzi's Honor), regia di John Huston (1985)
- Sono affari di famiglia (Family Business), regia di Sidney Lumet (1989)
- Quei bravi ragazzi (Goodfellas), regia di Martin Scorsese (1990)
- Psycho Cop 2 (Psycho Cop Returns), regia di Adam Rifkin (1993)
- L'ultimo inganno (Deadfall), regia di Christopher Coppola (1993)
- A Brilliant Disguise, regia di Nick Vallelonga (1994)
- In the Kingdom of the Blind (In the Kingdom of the Blind, the Man with One Eye Is King) , regia di Nick Vallelonga (1995)
- Ambizione fatale (The Corporate Ladder), regia di Nick Vallelonga (1997)
- Le ragazze del Coyote Ugly (Coyote Ugly), regia di David McNally (2000)
- Tutte le ex del mio ragazzo (Little Black Book), regia di Nick Hurran (2004)
- Choker, regia di Nick Vallelonga (2005)
- All In, regia di Nick Vallelonga (2006)
- Machine, regia di Michael Lazar (2006)
- Two Tickets to Paradise, regia di D. B. Sweeney (2006)
- Il principe e il povero (The Prince and the Pauper: The Movie), regia di James Quattrocchi (2007)
- FDR: American Badass!, regia di Garrett Brawith (2012)
- Vigilante Diaries, regia di Christian Sesma (2016)
- Green Book, regia di Peter Farrelly (2018)
- La rosa velenosa (The Poison Rose), regia di Francesco Cinquemani (2019)
- Paydirt, regia di Christian Sesma (2020)
- C'era una truffa a Hollywood (The Comeback Trail), regia di George Gallo (2020)
- Take Back, regia di Christian Sesma (2021)
- The birthday cake - Vendetta di famiglia (The Birthday Cake), regia di Jimmy Giannopoulos (2021)
- Vanquish, regia di George Gallo (2021)
- Aileen Wuornos: American Boogeywoman, regia di Daniel Farrands (2021)
- Every Last One of Them, regia di Christian Sesma (2021)
- I molti santi del New Jersey (The Many Saints of Newark), regia di Alan Taylor (2021)
- Monstrous, regia di Chris Sivertson (2022)
- Silent Partners, regia di Jokes Yanes (2024)

#### Televisione
- Under Cover - serie TV, episodio 1x04 (1991)
- Chicago Hope - serie TV, episodio 3x13 (1997)
- Port Charles - serie TV, episodio 1x502 (1999)
- Spie (Snoops) - serie TV, episodio 1x03 (1999)
- Ryan Caulfield: Year One - serie Tv, 2 episodi (1999)
- The Others - serie TV, episodio 1x06 (2000)
- Aquarius - serie TV, episodi 1x05 (2015)

### Sceneggiatore
- L'ultimo inganno, regia di Christopher Coppola (1993)
- Choker, regia di Nick Vallelonga (2005)
- Green Book, regia di Peter Farrelly (2018)

### Regista
- A Brillant Disguise (1994)
- In the Kingdom of the Blind (In the Kingdom of the Blind, the Man with One Eye Is King) (1995)
- The Corporate Ladder (1997)
- Choker (2005)
- All In (2006)
- Stiletto (2008)
- Yellow Rock (2011)

### Produttore
- Il principe e il povero, regia di James Quattrochi (2007)
- Green Book, regia di Peter Farrelly (2018)

## Riconoscimenti
- Premio Oscar
  - 2019 - Miglior film per Green Book
  - 2019 - Migliore sceneggiatura originale per Green Book
- Golden Globe
  - 2019 - Migliore sceneggiatura per Green Book
- Premi BAFTA
  - 2019 - Candidatura al miglior film per Green Book
  - 2019 - Candidatura alla migliore sceneggiatura originale per Green Book

## Doppiatori italiani
Nelle versioni in italiano dei suoi film, Nick Vallelonga è stato doppiato da:
- Enzo Avolio in Green Book
- Maurizio Fiorentini in Aquarius